# Paul Daniels
Newton Edward "Paul" Daniels (Middlesborough, Engeland) 6 april 1938 – Wargrave, 17 maart 2016) was een Brits illusionist en schrijver.

## Biografie
Daniels werd geboren in 1938 in het Verenigd Koninkrijk. In 1960 trouwde hij met Jacqueline Skipworth en trad regelmatig met haar op als goochelaar onder de naam The Eldanis, een anagram van zijn eigen naam.
In 1970 nam hij deel aan de BBC-serie Opportunity Knocks. Daniels werd tweede en werd opgemerkt door televisieproducent Johnnie Hamp. In 1975 scheidde hij van Jacqueline Skipworth. In 1979 kreeg Daniels zijn eigen show, The Paul Daniels Magic Show. Deze show liep tot 1994. Daniels schreef ook boeken over magie. In 1985 won hij de Gouden Roos. In 1988 trouwde hij met zijn toenmalige assistente, de voormalige ballerina Debbie McGee. McGee is 20 jaar jonger.
In 2012 sneed hij een vinger bij zichzelf af bij werkzaamheden met een cirkelzaag. Hij reed snel naar het ziekenhuis en daar werd de vinger er weer aangenaaid. 
In 2013 was hun laatste tournee: 'First Farewell Tour'.
In februari 2016 werd hij in het ziekenhuis opgenomen na een valpartij. Daar werd een kwaadaardige hersentumor ontdekt. Hij overleed een maand later op 77-jarige leeftijd.